# Bothrops leucurus
Bothrops leucurus là một loài rắn trong họ Rắn lục. Loài này được Wagler mô tả khoa học đầu tiên năm 1824.
Loài rắn độc này là loài đặc hữu Brazil. Không có phân loài nào được công nhận là hợp lệ. Chúng có thể dài tới 170 cm.

## Hình ảnh

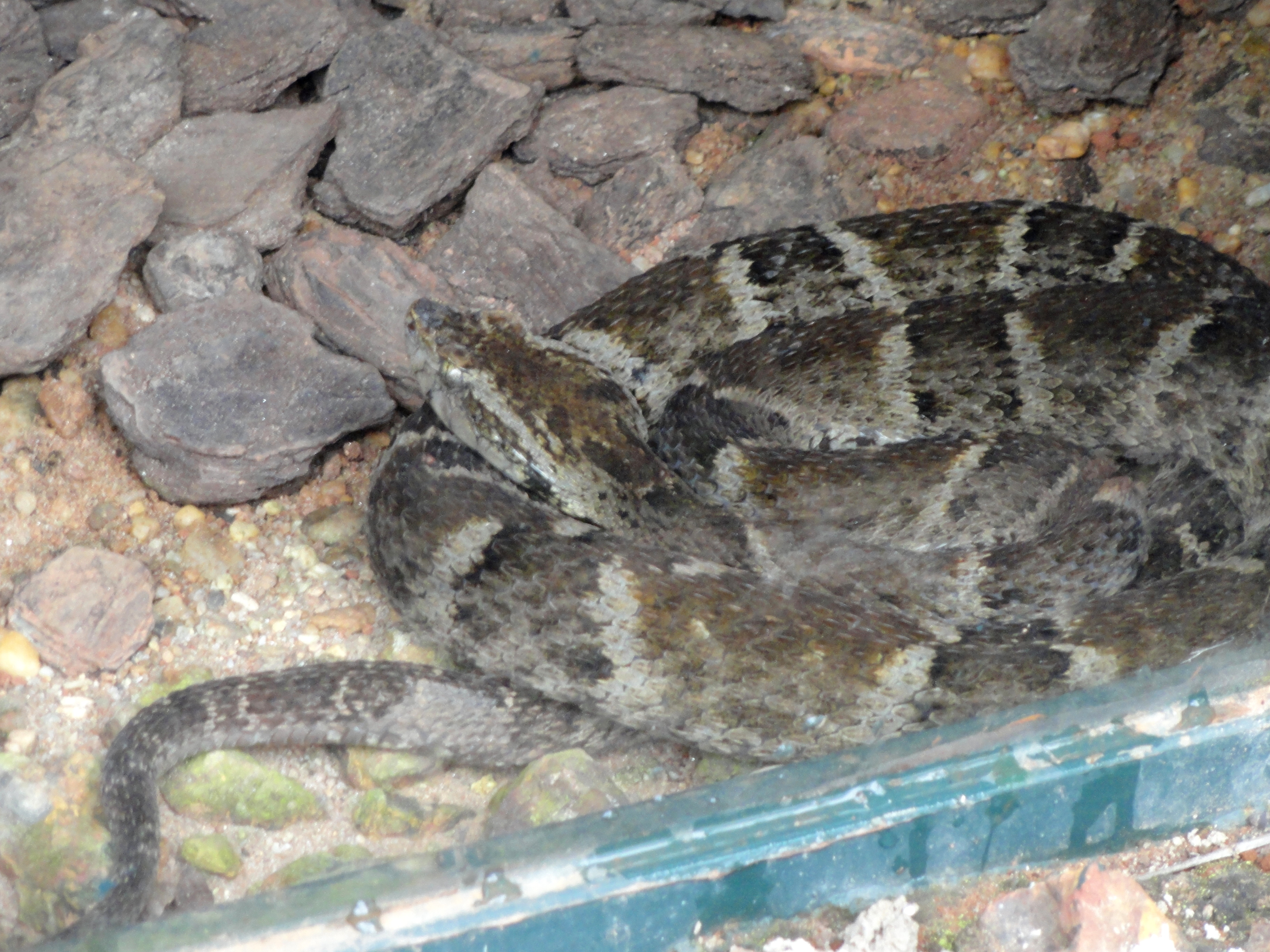